# Emilia (nombre)
Emilia  es un nombre propio de persona femenino.

## Variantes
- Hipocorístico: Milia, Emi
- Varonil: Emilio

### Variantes en otras lenguas
- Alemán: Emilie[1]
- Búlgaro: Емилия (Emilija)<rfffffeeewewewwdwdwef name=behind/>
- Checo: Emílie[1]
- Croata: Emilija[1]
- Danés: Emilie,[1] Emilia[1]
- Eslovaco: Emílie[1]
- Esloveno: Emilija[1]
- Finlandés: Emilia[1]
- Francés: Émilie[1][2]
- Inglés: Emily,[1][2] Emely,[1] Emilee,[1] Emilia,[1][2] Amilia[1]
  - Hipocorísticos: Em,[1] Emmie,[1] Emmy,[1] Millie,[1] Milly[1]
- Latín: Aemilia[1][2]
- Letón: Emīlija[1]
- Lituano: Emilija[1]
- Macedonio: Емилија (Emilija)[1]
- Noruego: Emilia,[1] Emilie[1]
  - Hipocorístico: Milly[1]
- Polaco: Emilia[1]
- Portugués: Emília[1]
- Rumano: Emilia[1]
- Serbio: Емилија (Emilija)[1]
- Sueco: Emelie,[1] Emilie,[1] Emilia[1]

## Origen y difusión
Deriva del cognomen romano Aemilia (femenino de Aemilius), propio de la familia patricia de los Emilii; unido generalmente al término latino aemulus ("rival", "competitore", "imitatore"), sin embargo, podría tener también origen etrusco.
En inglés divenne común, en las formas Emily y Emilia, sólo en el XVIII siglo, allorché el casato de Hannover heredó el trono británico; la princesa Amelia Sofía, de hecho, era nota en inglesa como Emily (si bien "Amelia" sea un nombre completamente diverso). Va notado que "Emilia" es también el nombre de una región histórica de la Italia septentrional, que coge el nombre de la Vía Emilia, calle hecha construir del console romano Marco Emilio Lepido para conectar entre de ellos las ciudades de Rimini y Piacenza.

## Onomástica
El onomástico se puede celebrar en memoria de más santas, a las fechas siguientes:
- 22 febrero, beata Émilie de Oultremont, fundadora de la Sociedad de Maria Riparatrice[7]
- 3 mayo (u octubre) [sin, beata Emilia Vasos, priora domenicana, fundadora del monasterio de Santa Margarita a Vercelli
- 24 agosto, santa Emilia de Vialar, fundadora de las Suore de San Giuseppe de la Aparición
- 19 septiembre, santa Émilie de Rodat, fundadora de las Suore de la Sagrada Familia
- 23 septiembre, beata Émilie Tavernier Gamelin, fundadora de las Suore de la Provvidenza de Montreal
- 2 octubre, santa Jeanne Émilie de Villeneuve, fundadora de las Suore de Nuestra Señora de la Inmaculada Concepción

## Personajes

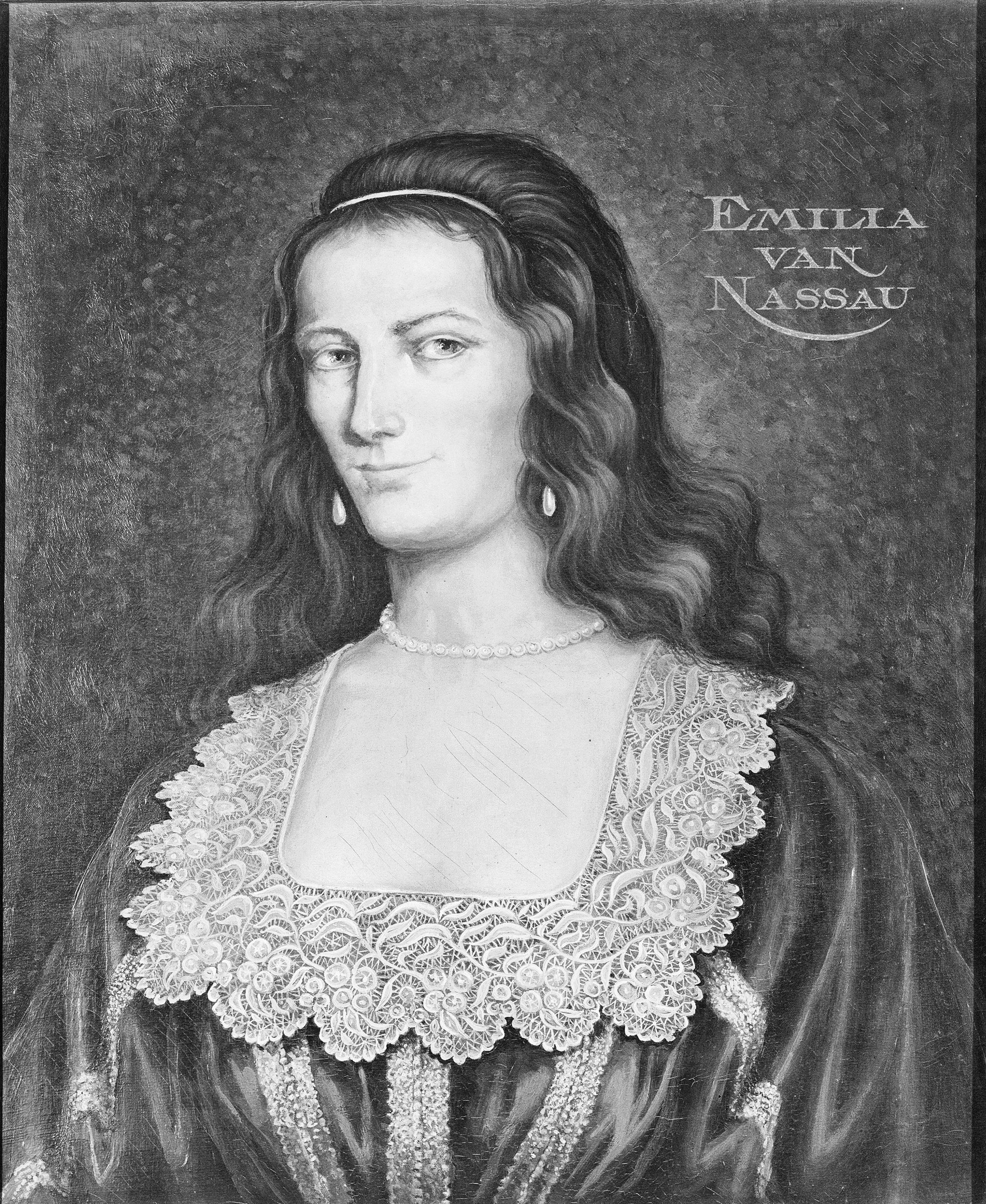
Emilia de Nassau

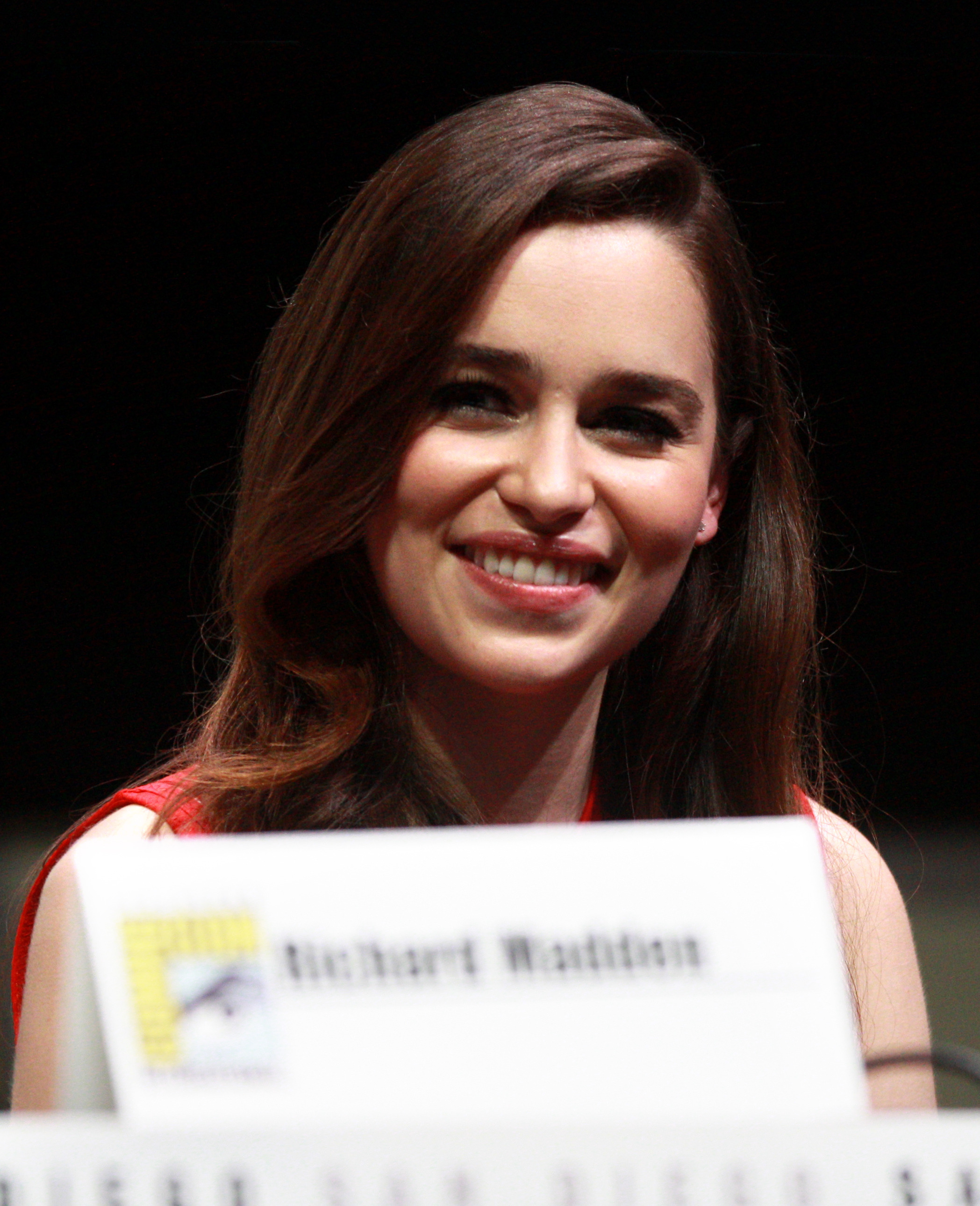
Emilia Clarke

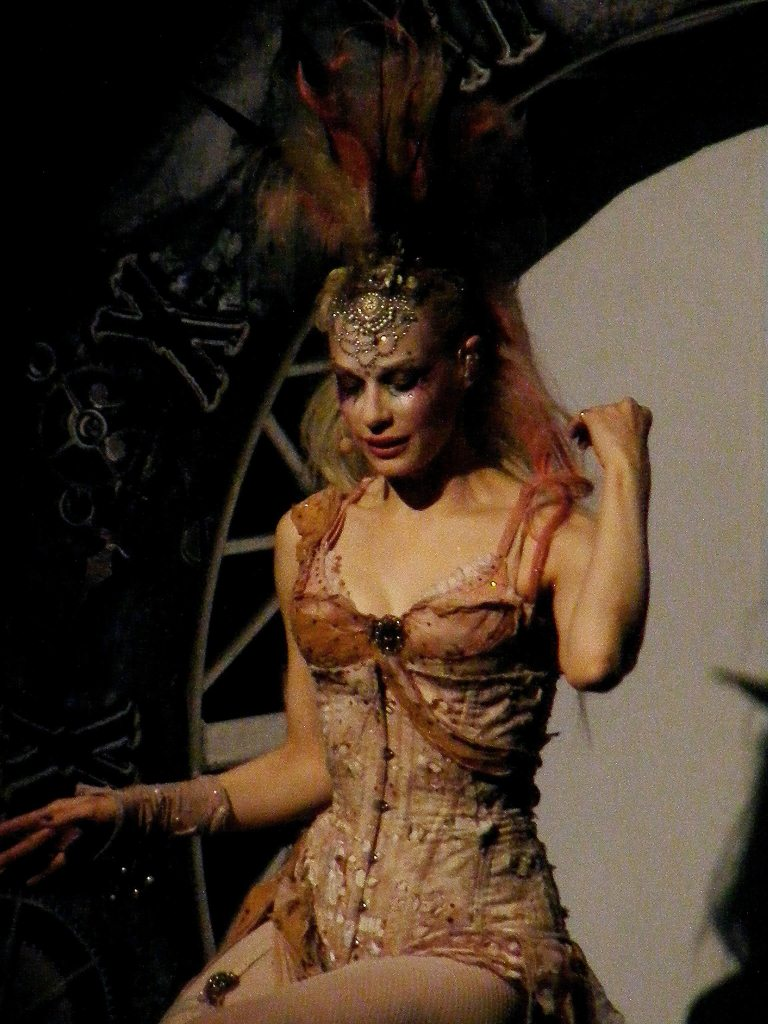
Emilie Autumn

- Emilia de Nassau, princesa de Orange y infanta de Portugal
- Emilia Bernacchi, danzatrice italiana
- Emilia Clarke, actriz británica
- Emilia Docet, modelo español
- Emilia Fahlin, ciclista sobre calle sueca
- Emilia Fox, actriz británica
- Emilia Gubitosi, pianista, gerente de coral y compositora italiana
- Emilia Lodigiani, editora italiana
- Emilia Mernes, cantante argentina
- Emilia Pardo Bazán, escritora española
- Emilia Sarogni, escritora y saggista italiana
- Emilia Scaura, nobildonna romana

### Variante Emilie
- Emilie Autumn, cantante, violinista, polistrumentista y poeta estadounidense
- Emilie de Ravin, actriz australiana
- Emilie Schindler, esposa de Oskar Schindler
- Emilie Snethlage, ornitóloga alemana
- Emilie Ullerup, actriz danesa

### Variante Émilie

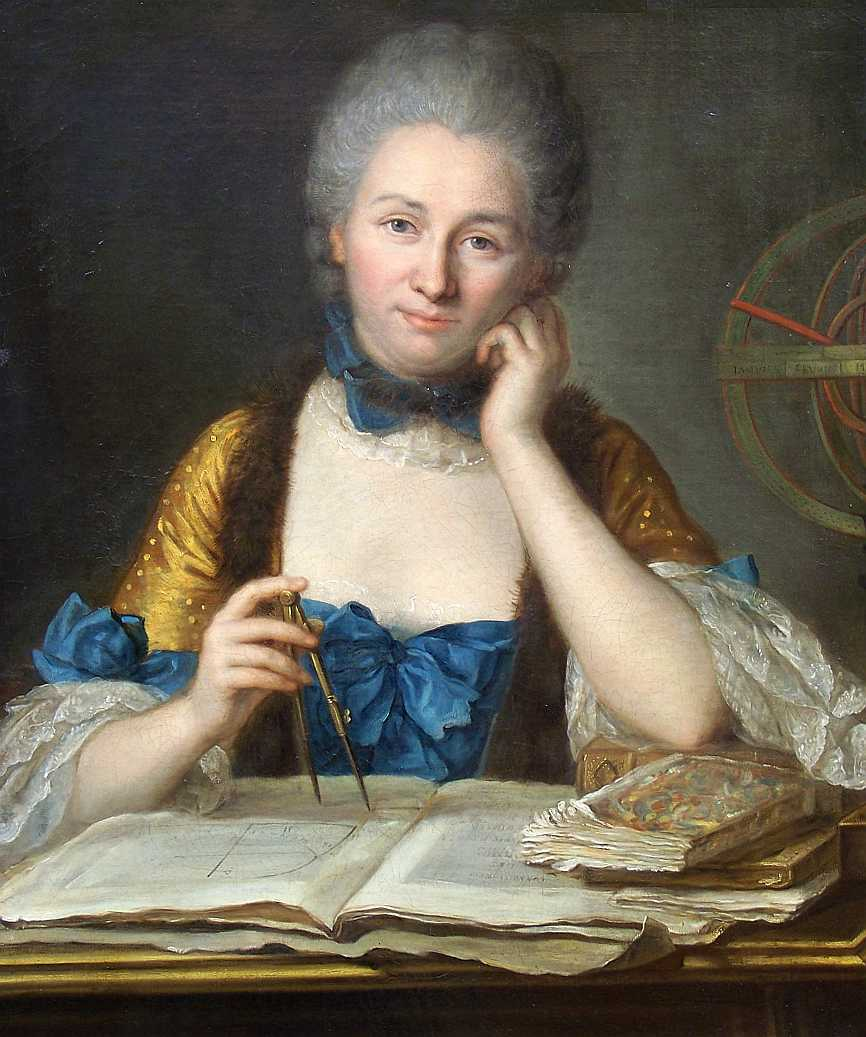
Émilie du Châtelet

- Émilie du Châtelet, matemática, física y escritora francesa
- Émilie de Oultremont, religiosa belga
- Émilie Dequenne, actriz belga
- Isabelle Émilie de Tessier, verdadero nombre de Marie Duval, dibujante francesa
- Émilie Gomis, cestista francesa
- Émilie Las Pennec, gimnasta francesa
- Émilie Loit, tenista francesa
- Émilie Simon, cantautrice francesa
- Émilie Tavernier Gamelin, religiosa canadiense

### Variante Emily

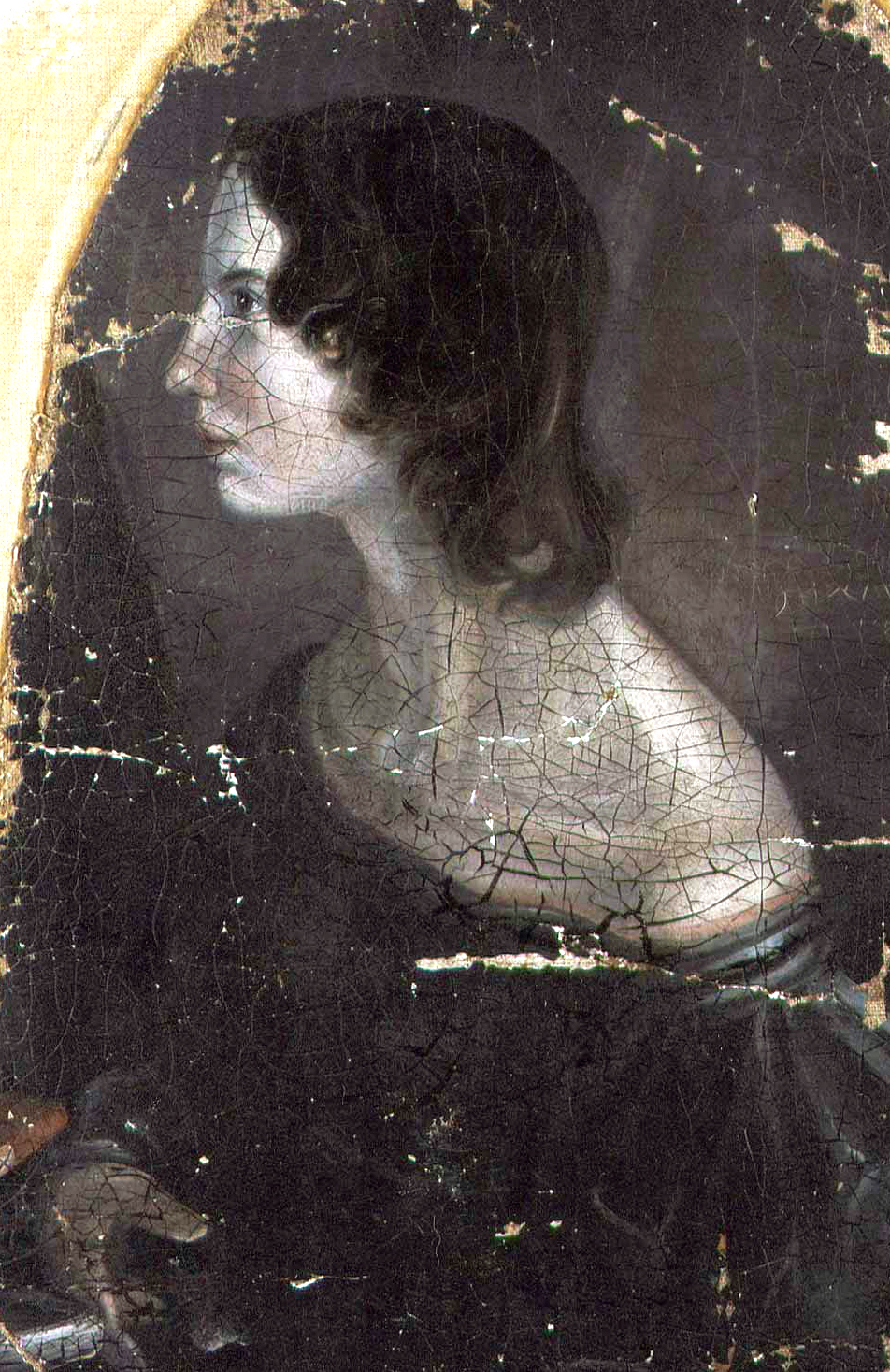
Emily Brontë

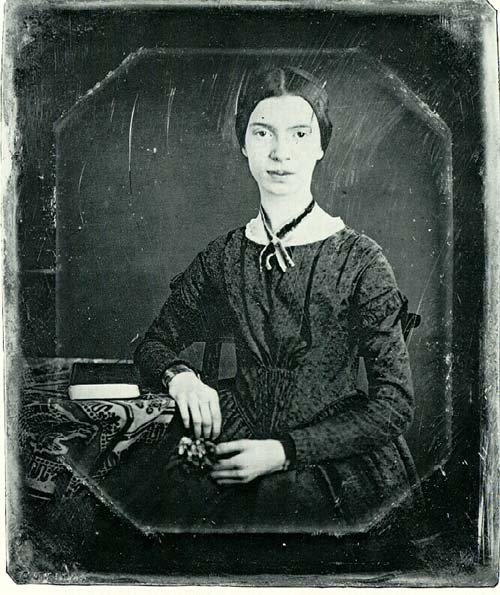
Emily Dickinson

- Emily Brontë, escritora y poeta británica
- Emily Davison, activista británica
- Emily Deschanel, actriz estadounidense
- Emily Dickinson, poeta estadounidense
- Emily Haines, cantante canadiense
- Emily Hobhouse, pacifista británica
- Emily Meade, cantante a actriz estadounidense
- Emily Mortimer, actriz británica
- Emily Osment, actriz y cantante estadounidense
- Emily Procter, actriz estadounidense
- Emily VanCamp, actriz canadiense
- Emily Watson, actriz británica

### Otras variantes
- Emelie Tina Forsberg, atleta sueca
- Emilija Nikolova, pallavolista búlgara
- Emelie Öhrstig, fondista sueca
- Emilija Podrug, cestista croata
- Aemilia Tertia, esposa de Scipione el Africano
- Emelie Wikström, esquiadora alpina sueca

## El nombre en las artes
- Emilia es el nombre de una de las siete jóvenes narradoras del Decameron de Giovanni Boccaccio.
- Emilia es la esposa de Iago en la Otello de William Shakespeare.
- Emily Paperett es un personaje de la banda Disney.
- En la variante inglesa Emily es la protagonista de la canción See Emily Play de los Pink Floyd, del 1967 y también de dos canciones italianas del mismo título Emily: una de Ivan Graziani, del 1991 y el otra de los Carlito, del 2001.
- Emily Thorne es un personaje de las serias televisiva Revenge.
- Emily Gilmore es un personaje de las serias televisiva Una mamá para amiga.
- Emily Fields es un personaje de las serias televisiva Pretty Little Liars.
- Emilia es un personaje de la serie de light novel Rey:Cero #- Starting Life en Another World.
- Emily es un personaje de las serias televisiva Idol x Warrior: Miracle Tunes!.

## Otros proyectos
- Libros de texto en Wikilibros.

- Wikizionario contiene il lemma di dizionario «Emilia»
- Wikimedia Commons contiene immagini o altri file su Emilia

- Datos: Q1495413
- Multimedia: Emilia (given name) / Q1495413